# Outside (chanson des Foo Fighters)
Pour les articles homonymes, voir Outside (homonymie).
Singles de Foo Fighters
What Did I Do? / God As My Witness
(2014) Saint Cecilia
(2015)
Outside est le cinquième et dernier single du groupe américain de rock alternatif Foo Fighters issu de l'album Sonic Highways sorti en 2014.

## Liste des titres
Toutes les chansons sont écrites et composées par Dave Grohl, Taylor Hawkins, Nate Mendel, Chris Shiflett, Pat Smear.
| 1. | Outside | 5:15 |

## Membres du groupe lors de l'enregistrement de la chanson
- Dave Grohl : chant, guitare
- Chris Shiflett : guitare
- Nate Mendel : basse
- Taylor Hawkins : batterie
- Pat Smear : guitare